# Градска библиотека Вршац
Народна библиотека Вршац јавна је библиотека која располаже фондом од око 200.000 књига.

## Историјат
Градска библиотека у Вршцу основана је одлуком Магистрата крајем 1887. године као Градска јавна и школска библиотека, а почела је са радом за јавност 15. јануара 1888. године. Оснивач ове библиотеке и њен први библиотекар био је Феликс Милекер (1858—1942), познати историчар и археолог, и писац великог броја књига и студија. После оснивања Музеја, од 1897. до 1947. године, Градска библиотека и Музеј раде као јединствена установа под једним кровом, а од 1947. године као посебне установе, од када почињу да знатније проширују своју делатност. 

## Прве библиотеке у Вршцу
У Вршцу радило је неколико библиотека. Тешко је утврдити тачне датуме оснивања, век трајања и величину појединих библиотека. Писани трагови говоре да је већ 1820. године (по једном запису на књизи која се чува у Градској библиотеци) основана читаоница. У питању је, вероватно, библиотека Богословије, која је тада почела да ради. Као претплатник на Давидовићеву "Историју народа српског", 1846. године се помиње Читаоница српска из Вршца. Године 1882. оснива се Општа радничка читаоница, а 1886. Наставничка библиотека. Једна од најзначајнијих библиотека у прошлости је свакако она коју је основао Лаза Нанчић 1884. године, познати вршачки социјалиста, под називом Српска занатлијска читаоница која се касније спојила са Певачким друштвом. Треба истаћи и рад Српске ратарске читаонице (1897) која је годинама окупљала вршачке ратаре и читаоце из других слојева.
Изузетно важно за рад ових библиотека је да су оне имале и образовну функцију, јер су организовале бројна предавања. Имале су и важну улогу у друштвеном животу свога чланства, јер су приређивале забаве, излете и другарске вечери.

## Фонд
Градска библиотека у Вршцу, као резултат богате традиције и наслеђа, располаже богатством од око 200.000 књига, међу којима је око 5.000 старих и ретких књига и већи део књига штампаних у Вршцу или о Вршцу, као и дела вршачких аутора. У фонду од око 20.000 часописа и друге периодике налази се скоро комплетна вршачка периодика (Војводина, Будућност, Родољуб, Банатски лист, Поглед, Српство, Банаћанка, Нова зора, Нова слога, Предстража, Бубањ, Вршачка кула, која и данас излази). Поред периодике на српском језику постоји и богат фонд периодике на немачком, мађарском и румунском језику.

## Највредније публикације
Најстарија књига у библиотеци датира из 1496. године у којој су објављена педагошка писма.
Поред ове најстарије вредно је поменути и:
- 9 књига из Стеријине личне библиотеке
- књигу која је припадала Стеријином оцу
- прво издање Басни Доситеја Обрадовића
- књигу коју је Доситеј Обрадовић послао 1804. године Јосифу Јовановићу Шакабенти
- Номоканон штампан у Лавову 1646. године
- Шеријатско право које је остало у Вршцу још из доба Турака из XVII века.

Чува се и рукописна хроника италијанког града Villa Casteioni, писана у периоду од 1424. до 1670. године.